# Mont Amery
Pour les articles homonymes, voir Amery.
Le mont Amery est une montagne des îles Kerguelen s'élevant à 765 m d'altitude.

## Histoire
Edgar Aubert de la Rüe en fait l'ascension en janvier 1950 par les pentes sud. Le 20 février 1952, il en fait de nouveau l’ascension à partir du val Studer